# БРЕМ-84
БРЕМ-84 («Атлет») — броньована ремонтно-евакуаційна машина, розроблена Харківським конструкторським бюро з машинобудування імені О. О. Морозова на базі основного бойового танка Т-84У «Оплот».
Призначена для підготовки до евакуації і буксирування пошкоджених зразків бронетанкового озброєння і техніки, проведення зварювальних робіт, проведення землерийних робіт, перевезення запасних частин і витратних матеріалів масою до 1,5 тонн. БРЕМ Атлет обладнується допоміжною лебідкою з тяговим зусиллям до 900 кг.
Силова установка може комплектуватися двигунами 6ТД потужністю 1000 та 1200 к.с..

## Історія
Ця машина, розроблена Харківським конструкторським бюро з машинобудування ім. А. А. Морозова на базі основного бойового танка Т-84У «Оплот», вперше з’явилася ще в 1997 році. Довгі роки вона була непотрібною і єдиний її екземпляр служив навчальним посібником у Військовому інституті танкових військ НТУ «ХПІ».
Перший прототип БРЕМ-84, на базі танка Т-80УД, ХКБМ ім. А. А Морозова створила за участю запорізького електровозоремонтного заводу “Іскра”. В процесі випробувань, які тривали кілька років, машина була доопрацьована та отримала назву БРЕМ-84 «Атлет». На озброєння ЗСУ вона поступила у 2008 році, вже на сучасному шасі Т-84У «Оплот».

## Оператори
- Україна: Щонайменше 1 одиниця від 2014 року перебуває в розпорядженні Військового інституту танкових військ НТУ «ХПІ» й використовується для практичних занять з курсантами старших курсів.[2]
- Таїланд: В грудні 2017 була підтверджена інформація про отримання Таїландом двох БРЕМ-84 «Атлет».[3] Поставка ще 2 машин очікувалася в кінці березня 2018 року.[4]